# Иммунотоксикология
Иммунотоксикология — дисциплина, раздел токсикологии, изучающий влияние ксенобиотиков на иммунную систему. В рамках иммунотоксикологии выделяют такие разделы, как общая, специальная и промышленная иммунотоксикология. В целом дифференциация данного направления соответствует основным разделам токсикологии.

## История
Научное направление, занимающееся изучением влияния ксенобиотиков на неспецифическую резистентность организма и систему иммунитета, — иммунотоксикология — сформировалось в последние 30 лет. В 1978 году в Великобритании был опубликован первый номер журнала «Иммунофармакология и иммунотоксикология», а в 2004 году — журнал «Иммунотоксикология». Однако статьи по иммунотоксикологии появились в различных журналах (в основном, в иммунологических) намного раньше. С 1979 году слово «иммунотоксикология» используется в международной литературе, суммируются новые концепции и результаты исследований, которые публикуются в Анналах Нью-Йоркской академии наук.
В этом же году происходит первая попытка смещения иммунотоксикологии от иммунологии к токсикологии, и это изменение заканчивается полным признанием иммунотоксикологии областью токсикологии (Descotes J., 2004) ). В 1986 году издана первая фундаментальная монография по иммунотоксикологии лекарственных средств и токсичных химических веществ (Descotes J., 1986) . В 1988 и 2004 годах были опубликованы соответственно второе и третье издания этой книги .
В Международном обществе токсикологов секцией иммунотоксикологии руководит R. J. Smialowicz. В Манчестере (Великобритания) работает известный иммунотоксиколог, занимающийся проблемами токсикоаллергологии, I. Kimber, в России это направление развивает П. Ф. Забродский.

## Предмет иммунотоксикологии
Предметом иммунотоксикологии является изучение влияния на иммунный статус токсичных химических веществ, а также фармакологических средств и биологических агентов (Забродский П. Ф., 1998 ,  (недоступная ссылка), 2002 ; Descotes J., 1986, , 2004, ) При этом повреждение системы иммунитета может быть как результатом прямого, так и непрямого действия ксенобиотиков и/или их метаболитов. Кроме того, на ксенобиотики (или их метаболиты) может развиваться иммунная реакция с образованием антител. Следует отметить и возможность модификации токсичных соединений, в результате чего они приобретают свойства антигена. Возможно также образование антител к комплексу токсикант — антиген (Забродский П. Ф., 1998, Sullivan J. B., 1989).

## Актуальность
Изучение влияния ксенобиотиков на иммунный гомеостаз является одной из наиболее актуальных проблем токсикологии. Это обусловлено, во-первых, значительным загрязнением окружающей среды различными соединениями, изменяющими иммунные реакции (вследствие поражения иммуноцитов и других клеток крови) и вызывающими различные заболевания; во-вторых, с необходимостью коррекции нарушений иммунного статуса как в случае хронических интоксикаций, так и при острых отравлениях, авариях на химических предприятиях, нарушении техники безопасности на производстве, в быту, при транспортировке, хранении и уничтожении запасов отравляющих веществ (Забродский П. Ф., 2002 , 2007 ).
Данные о влиянии токсикантов на систему иммунитета имеют как теоретическое значение, раскрывая неизвестные механизмы регуляции иммуногенеза, так и практическое, позволяя пересматривать предельно допустимые концентрации различных химических соединений, проводить научно обоснованные профилактику и лечение возникающих при острых и хронических интоксикациях токсичными веществами многочисленных инфекционных, аллергических, аутоиммунных и онкологических заболеваний в результате дисфункции системы иммунитета.

## Иммунотоксичность

### Механизмы супрессии иммунного ответа
Иммунотоксичность — свойство ксенобиотиков вызывать супрессию иммунных реакций, проявление реакций гиперчувствительности (немедленного или замедленного типов) или аутоиммунных реакций.
Возможности реализовать иммунотоксический (иммунотропный) эффект ксенобиотиков весьма разнообразны. При рассмотрении влияния их на неспецифическую резистентность и иммунную систему на уровне организма необходимо отметить тесную связь действия токсикантов на эти системы с функцией центральной нервной системы и эндокринной системы. Таким образом, опосредованное влияние ксенобиотиков через центральную нервную и эндокринную системы сочетается с прямым действием ксенобиотиков на факторы неспецифической резистентности организма, морфологические и функциональные системы иммунной системы.
При действии ксенобиотиков на иммунокомпетентные клетки и другие клетки, участвующие в иммунной реакции возможны следующие варианты: воздействие через центральную и периферическую нервную и эндокринной систем, в частности, вследствие реализации эффектов различных медиаторов (ацетилхолина, катехоламинов, нейропептидов и т. п.), а также действия гормонов гипофиза, надпочечников, щитовидной железы и других эндокринных органов; прямое воздействие токсиканта на иммуноциты; действие продуктов биотрансформации (в печени, лёгких, коже, лимфоцитах) иммунотропное действие токсичного вещества в качестве антигена; взаимодействие токсиканта, являющегося гаптеном, с белками с образованием комплекса, который действует на иммуноциты и другие клетки, участвующие в иммунной реакции, как антиген; действие ксенобиотика в качестве толерогена (при этом токсикант отменяет или снижает реализацию гуморальных или клеточных иммунных реакций).
При рассмотрении действия токсичных веществ на иммунокомпетентные клетки (и другие клетки, участвующие в иммунном ответе) на клеточном и субклеточном уровнях следует выделить следующие основные механизмы (Забродский П. Ф., 1998, 2002) инициация токсикантом перекисного окисления липидов мембран клеток, в частности, путём инактивации антиоксидантных ферментов и витаминов (супероксиддисмутаза, каталаза, пероксидаза, глютатионтрансфераза, глютатионпероксидаза, альфа-токоферол, бета-каротин, витамины Е, А, С); соединение полиароматических хлорированных углеводородов (дибензпарадиоксинов, дибензофуранов) с Ah-рецептором цитозоля мембраны иммуноцита с последующим поступлением в ядро клетки и взаимодействием с ДНК; действие медиаторов и гормонов центральной и периферической нервной и эндокринной систем на рецепторы мембраны иммуноцита; инактивация ферментов цитозоля и мембраны лимфоцитов (ацетилхолинэстеразы, коферментов пируватоксидазной системы и др.), а также энзимов системы тканевого дыхания в митохондриях иммуноцитов; индукция или ингибирование синтеза Р-450-зависимых монооксигеназ, локализованных преимущественно в естественных клетках-киллерах и Т-лимфоцитах; воздействие на мембрану клеток, её повреждение с последующим образованием аутоантител, взаимодействующих с иммуноцитом.
В процессе иммуногенеза ксенобиотики могут оказывать воздействие на различные иммуноциты и их предшественники вплоть до полипотентной стволовой кроветворной клетки.
При взаимодействия макрофагов, Т- (Th2-клеток) и В-лимфоцитов, в результате чего осуществляется Т-зависимое антителообразование (синтез иммуноглобулинов плазмоцитами, в которые дифференцируются В-лимфоциты), ксенобиотики могут воздействовать как на клетки, участвующие в данной кооперации, так и на продукцию ими различных цитокинов (факторы некроза опухоли, интерфероны, интерлейкины) макрофагами и Th2-лимфоцитами, в результате чего снижается синтез иммуноглобулинов различных классов, а при реакциях гиперчувствительности индуцируется продукция иммуноглобулинов класса Е. Ксенобиотики могут поражать преимущественно Т-лимфоциты, большинство ксенобиотиков (Забродский П. Ф., 2007); (Descotes J., 1986, 2004), некоторые иммунодепрессанты (рапамицин) (метанол, формальдегид, муравьиная кислота) , , , ряд фармакологических средств (метотрексат), относящихся к иммуносупрессантам (иммунодепрессантам), способных поражать В-лимфоциты и плазматические клетки, снижая продукцию ими иммуноглобулинов.
Действие ксенобиотиков на механизм реализации клеточного иммунитета, осуществляемое цитотоксическими Т-лимфоцитами (Т-киллерами) при участии Th2-лимфоцитов многообразно. Его нарушение может быть связано с действием токсиканта на поглощение, переработку, представление его с молекулами главного комплекса гистосовместимости класса II Th1-лимфоцитам, продуцирующими γ-интерферон и другие цитокины, на предшественники Т-клеток-киллеров, регуляторных Т-лимфоцитов, функцию Т-киллеров, осуществляющих цитотоксическую реакцию.
Причиной вторичных (в том числе постинтоксикационных) иммунодефицитных состояний может быть повреждение структуры ДНК лимфоцитов и/или процессов репарации ДНК под влиянием эндогенных метаболитов или фармакологических средств, а нарушения функционирования иммуноцитов могут быть обусловлены неполноценностью процессов реанжировки генов иммуноглобулинов, так как в этих процессах участвуют те же ферменты, что и в репарации ДНК (Забродский П. Ф., 2002).
Таким образом, иммунотоксичность ксенобиотиков может рассматриваться на различных уровнях интеграции организма: систем и органов, клеточном, субклеточном и молекулярном. Кроме того, необходимо учитывать, что реализация иммунотропных эффектов токсикантов происходит на различных стадиях иммуногенеза, а также в процессе кооперации клеток при индуцировании гуморального или клеточного иммунных ответов. В зависимости от преимущественного изменения неспецифической резистентности организма, гуморальных и клеточных иммунных реакций или особенностей их комбинированного поражения могут быть выделены различные типы нарушений неспецифической резистентности организма и иммунного статуса (Забродский П. Ф., 1998, 2002, 2007; Descotes J., 1986, 2004).

### Реакции гиперчувствительности
Как правило, ксенобиотики угнетают в той или иной степени неспецифическую резистентность организма, гуморальный и клеточный иммунные ответы. В то же время, не исключены различные реакции гиперчувствительности (1—5-го типов, когда определённые реакции системы иммунитета повышаются). Данные реакции, как и супрессия иммунного ответа, могут являются проявлением иммунотоксичности ксенобиотиков. Возможны варианты, когда один из компонентов, обеспечивающих иммунный гомеостаз, увеличивается при супрессии других.
В основном ксенобиотики вызывают контактную и респираторную аллергические реакции. Контактные аллергены активируют Th1-лимфоциты, которые при помощи цитокинов (ИЛ-2, γ-интерферон, фактора некроза опухоли-β и др.) рекрутируют макрофаги и моноциты для реализации реакции гиперчувствительности IV типа (гиперчувствительности замедленного типа). В данной реакции участвуют клетки Лангерганса и кератиноциты. Кроме того, контактные аллергены, продуцируя ИЛ-2, γ-интерферон и фактор некроза опухоли-β, ингибируют синтез IgE. Респираторные аллергены, воздействуя на Th2-лимфоциты, активируют продукцию ими ИЛ-4, ИЛ-5, ИЛ-6, ИЛ-10, способствующие синтезу плазмоцитами IgE. Эти иммуноглобулины, локализованные на тучных клетках, взаимодействуя с антигенами (аллергенами), вызывают респираторную аллергическую реакцию (реакция гиперчувствительности типа I) (Kimber I., 1996).
Фармакологические средства могут вызывать лекарственную непереносимость, обусловленную аллергической реакцией типа I, II, III, соединяясь с различными компонентами организма (в частности, с клетками крови)и превращаясь из гаптена в полноценный антиген. При взаимодействии с клетками крови образуются цитотоксические антитела и реализуется аллергической реакцией типа II. Лекарственные средства, связываясь с сывороточными белками, могут вызывать реакции III, обусловленные образованием иммунных комплексов. 

### Аутоиммунные реакции
Ксенобиотики могут вызывать аутоиммунные реакции (аутоиммунные процессы и аутоиммунные заболевания), относящиеся к иммунотоксичности. Ряд авторов описывают их, как реакции гиперчувствительности V типа. Так, реакция типа V (аутосенсибилизация, обусловленная антителами), возможна при взаимодействии антител (ксенобиотика) с ключевыми компонентами клеточной поверхности (например, с рецептором гормона, что приводит к активации клетки) (Забродский П. Ф., 2002, 2007]; Descotes J., 2004).